# 百山祖角蟾

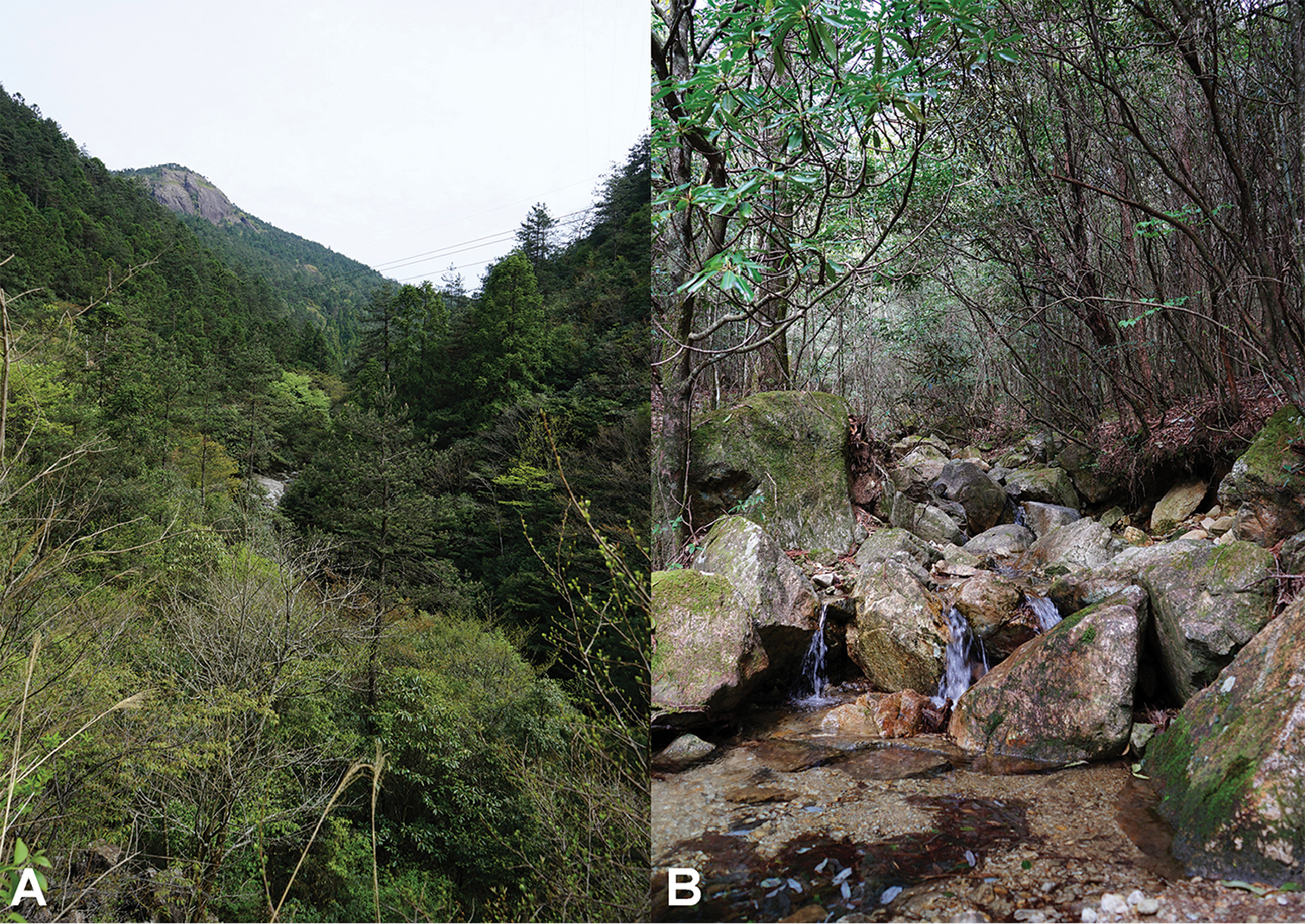
栖息地

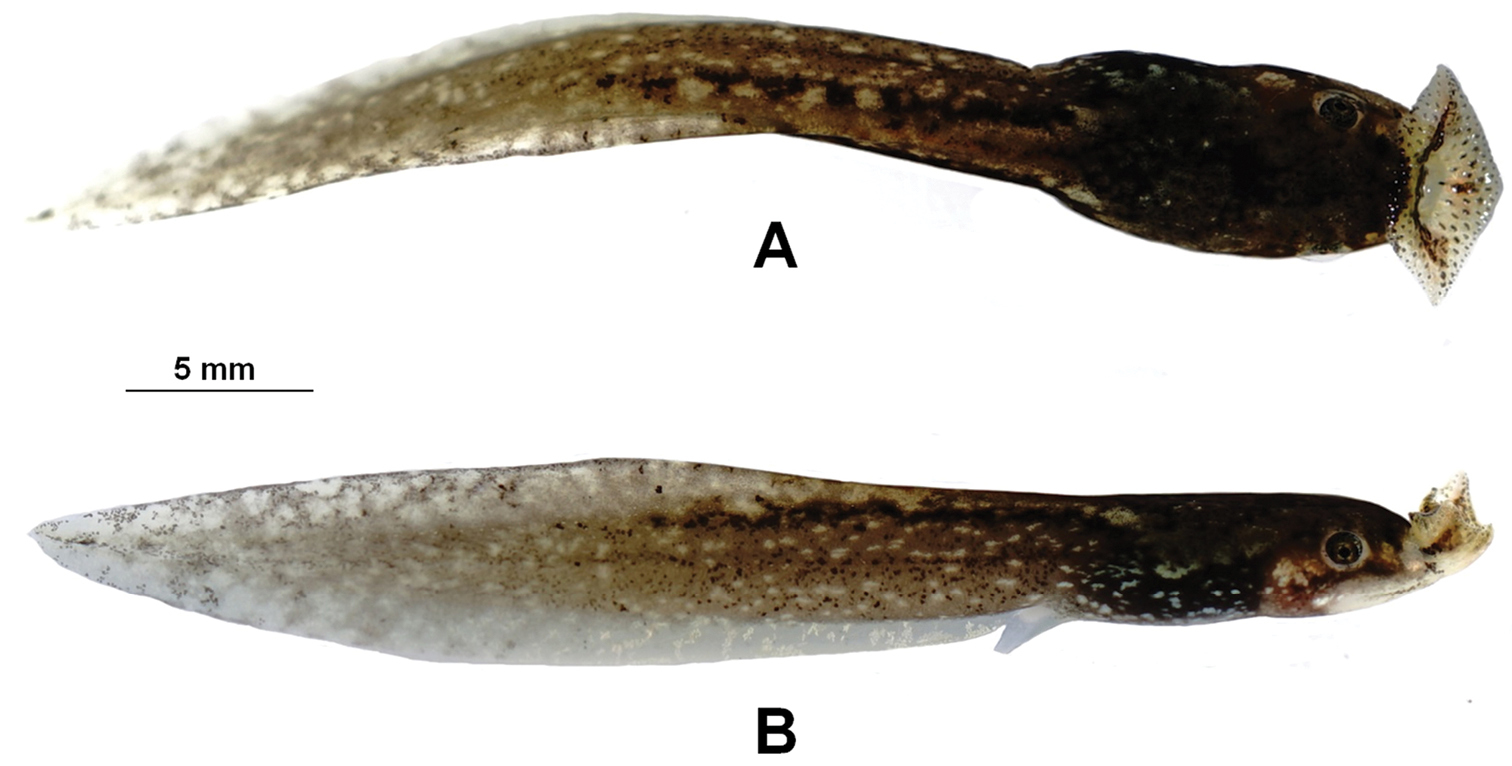
蝌蚪

百山祖角蟾（学名：Boulenophrys baishanzuensis）为角蟾科布角蟾属的两栖动物。分布于浙江百山祖国家公园海拔1400－1600米的山涧溪流中。百山祖角蟾是继百山祖冷杉后又一以百山祖命名的物种。其种加词“baishanzuensis”意为“浙江省丽水市庆元县百山祖镇的”。
雄性百山祖角蟾体长约30.5毫米，背部有倒三角形和X形棕色斑纹。蝌蚪眼睛大，有斑点，具有扩大的唇围成的伞状口。

## 发现与确认
2020年6月，丽水市生态环境局生物多样性本底调查组在百山祖国家公园内调查两栖爬行动物时，在溪流中发现百山祖角蟾。鉴于形态学、叫声与近亲挂墩角蟾不同，认定为新物种。研究者认为，叫声与繁殖时间的不同可能造成两者生殖隔离。同一栖息地中的淡肩角蟾与之亲缘关系则較遠。
由于仅在一处溪流中发现15只雄性成年个体及4只蝌蚪，研究者认为应保护百山祖角蟾。

## 保护
本种于2023年被收录入《有重要生态、科学、社会价值的陆生野生动物名录》。